# Epitaphion Antoninae
El Epitaphion Antoninae es una elegía fúnebre en latín de autor anónimo, compuesta en el reino visigodo de Hispania durante el siglo VII, que el investigador jesuita José Madoz Moleres consideraba "la más hermosa composición poética de Hispania en el siglo VII.º".
Los treinta y seis versos de que consta el poema, compuesto en dísticos elegiacos, fueron editados por vez primera por el padre Fidel Fita en 1871 en un artículo sobre Braulio de Zaragoza y el papa Honorio I, a partir del códice 22 de la Catedral de León, bastante conocido entre los estudiosos por contener el epistolario brauliano. Fita adjudica a Braulio el poema, que según él habría sido escrito para lamentar la muerte de la viuda de Wistremiro a la que dirigió su carta trigésima. Manuel Cecilio Díaz y Díaz estudió y editó la obra nuevamente en 1958, concluyendo que "es una de las obras de más aliento, sinceridad y emoción, y de mayor logro poético, de la literatura visigoda", y la fecha entre los años 601 y 680, probablemente en la primera mitad del siglo VII; deduce del texto que Antonina era la hija de un hispanorromano con una visigoda, por lo que seguramente debió vivir en época del rey Leovigildo u otro posterior, en que esos matrimonios ya eran corrientes, y el poeta debía estar asentado en Toledo. Madoz y fray Justo Pérez de Urbel lo atribuyen a San Eugenio de Toledo, el famoso poeta visigodo. Ciertamente el autor parece conocer y citar la obra de Eugenio, y además la de San Julián de Toledo, Sedulio, Venancio Fortunato y San Jerónimo. 
Esta pieza aparece en por lo menos dos manuscritos conocidos, a saber en León, Archivo-Biblioteca de la Santa Iglesia Catedral, núm. 22, posiblemente del siglo IX; y el manuscrito escurialense j.II.10, fechado en el siglo XVIII.
El texto empieza así:
In lacrimis cuncta si possem vertere membra / nec tandem potera funere flere mea / Grandibus hic lacrimis opus est nam grandia flentur, / nec recipit parvum tanta querela modum...
El latín que usa es puro y rico, y su métrica exacta, con las libertades usuales en el siglo VII y que venían desarrollándose desde la época clásica, como el alargamiento ante cesura o en razón del desplazamiento de acento y la escansión breve de vocal ante muta cum liquida.